# 草甸雪兔子
草甸雪兔子（学名：Saussurea thoroldii）为菊科风毛菊属的植物，是中国的特有植物。分布于克什米尔以及中国大陆的甘肃、青海、新疆、西藏等地，生长于海拔4,300米至5,200米的地区，见于湖滨沙地、河滩地或盐碱地，目前尚未由人工引种栽培。